# نصیر عاروری
نصیر عاروری (عربی: نصير عاروري؛ ۷ ژانویهٔ ۱۹۳۴ – ۱۰ فوریهٔ ۲۰۱۵) دانشگاهی اهل ایالات متحده آمریکا و پژوهشگر و فعال حقوق بشر در زمینه سیاست خاورمیانه و سیاست خارجی ایالات متحده آمریکا در خاورمیانه بود. عاروری از سال ۱۹۶۵ تا ۱۹۹۸ استادیار ارشد علوم سیاسی در دانشگاه دارتموت، ماساچوست بود. وی در سال ۱۹۹۳ «جایزه تحقیقات برجسته» را از دانشکده هنر و علوم دریافت کرد. مقالات عاروری در بایگانی کتابخانه کلیر تی کارنی و مجموعه‌های ویژه او در مؤسسه فناوری ماساچوست و دارتموت، ماساچوست حفظ و در معرض نمایش عموم قرار دارد.

## زندگی‌نامه
وی در سال ۱۹۳۴ در اورشلیم (بیت‌المقدس)، فلسطین متولد شد. پدر وی مدیر دبیرستانی در اورشلیم بود. وی همراه با خانواده اوقات خود را در تردد بین بیت‌المقدس و روستای کرانه باختری برهم جایی که اکنون خانه سنتی آنها است سپری می‌کردند، عاروری در سال ۱۹۵۴ برای ادامه تحصیل در دانشگاه‌های آمریکا عازم ایالات متحده شد. او به اسپرینگفیلد، ماساچوست رفت، در آنجا برادرش سعید دانشجوی کالج بین‌المللی آمریکا بود. وی دوره کارشناسی خود را در رشته تاریخ از این دانشگاه گرفت و دکترای خود را. از دانشگاه امهرست، ماساچوست اخذ کرد. او هنگامی که دانشجوی کالج آمریکایی بود توسط جامعه بزرگی از مهاجرین لبنانی پذیرفته شد. وی بعداً با جویس توماس، دختر یک مهاجر لبنانی ازدواج کرد. این زوج دارای چهار فرزند و ۱۳ نوه در دارتموت ماساچوست شدند.

## زندگی حرفه‌ای
وی از سال ۱۹۸۴ تا ۱۹۹۰ عضو هیئت مدیره عفو بین‌الملل در ایالات متحده آمریکا بود و در سه دوره متوالی به این سمت انتخاب شد. وی همچنین عضو هیئت مدیره دیده‌بان حقوق بشر مستقر در نیویورک / خاورمیانه، ۱۹۹۰–۱۹۹۲ بود. عاروری در سال ۱۹۸۲ عضو مؤسس سازمان عربی حقوق بشر (قاهره) و ژنو و عضو هیئت تحریریه فصلنامه جهانی سوم (لندن) بود. وی در دسامبر ۱۹۸۶ یکی از شرکت کنندگان اصلی درتهیه پیش نویس میثاق حقوق بشر عرب تحت نظارت انستیتوی بین‌المللی مطالعات عالی عدالت کیفری، در سیراکوز، ایتالیا بود. وی از زمان تأسیس انستیتو در ژانویه ۱۹۹۴ عضو کمیسیون مستقل حمایت از حقوق مردم فلسطین در (رام‌الله) و عضو هیئت مدیره مشورتی مؤسسه بین‌المللی تحقیقات جنایی در لاهه است. عاروری بارها در سازمان ملل سخنرانی کرده و در نهم دسامبر سال ۱۹۸۸ به مناسبت چهلمین سالگرد اعلامیه جهانی حقوق بشر که به دعوت اتحادیه کارمندان سازمان ملل - دفتر مرکزی سازمان ملل، نیویورک شرکت کرده بود، سخنرانی اصلی خود را ارائه کرد. او در دادگاه‌های فدرال و کانادا در پرونده‌های مربوط به پناهندگی و تبعید سیاسی به عنوان «شاهد متخصص» شهادت داده است.
عاروری عضو پیشین مجلس ملی فلسطین، پارلمان در تبعید فلسطین بود و در شورای مرکزی سازمان آزادی‌بخش فلسطین خدمت کرد. وی عضو مؤسس و دو بار به عنوان رئیس انجمن فارغ التحصیلان دانشگاه عربی و آمریکایی (AAUG) انتخاب شد. او همچنین عضو مؤسس و رئیس سابق هیئت مدیره پژوهشگاه فرامرزی و عضو هیئت مدیره صندوق اورشلیم و کمیته مرکزی فلسطین بود. عاروری در بالغ بر صدها دانشگاه و کنفرانس سخنرانی کرده است. وی همچنین به عنوان میهمان در مصاحبه‌های بی‌شماری با رسانه‌های مختلف در سراسر جهان شرکت کرد از جمله در اخبار ساعتی پی‌بی‌اس و در برنامه‌های لو دابس امشب تلویزیون سی ان ان (خط پول)، اخبار سی بی اس، سی- اسپن وهمچنین الجزیره ظاهر شده است. . او از مفسران رادیو ان پی آر اقیانوس آرام، بی‌بی‌سی، رادیو مونت‌کارلو، صدای آمریکا و رادیو آلترناتیو بوده است.

## زندگی شخصی
عاروری و همسرش جویس (توماس) در سال ۱۹۶۱ ازدواج کردند. آنها دارای چهار فرزند و سیزده نوه شدند. عاروری در ۱۰ فوریه ۲۰۱۵ در سن ۸۱ سالگی بر اثر عوارض ناشی از بیماری پارکینسون درگذشت.